# サンセット・ストリップ (2000年の映画)
サンセット・ストリップ（英語: Sunset Strip）は、2000年の映画。アメリカで2000年8月18日に公開、日本ではビデオスルー。

## 概要
1972年のサンセットストリップでの出来事を描く青春映画。出演は、LAコンフィデンシャルのサイモン・ベイカー、ファイト・クラブのジャレット・レトなど。

## キャスト
- マイケル - サイモン・ベイカー
- タミー - アンナ・フリエル
- ザック - ニック・スタール
- グレン - ジャレット・レト

## スタッフ
- 監督：アダム・コリス
- 製作：アート・リンソン、ジョン・リンソン
- 製作総指揮：ジェームズ・ドッドソン
- 原案：ランドール・ジャンソン
- 脚本：ランドール・ジャンソン、ラッセル・デグレイジアー
- 撮影：ロン・フォーチュナト
- 音楽監督：ロビー・ロバートソン
- 音楽：スチュワート・コープランド